# Esenbeckia bassleri
Esenbeckia bassleri är en tvåvingeart som beskrevs av Wilkerson och David Fairchild 1983. Esenbeckia bassleri ingår i släktet Esenbeckia och familjen bromsar.
Artens utbredningsområde är Peru. Inga underarter finns listade i Catalogue of Life.